# Anna-Maria Müller
Anna-Maria Müller (ur. 23 lutego 1949 we Friedrichroda, zm. 3 września 2009 w Berlinie) – niemiecka saneczkarka reprezentująca NRD, mistrzyni olimpijska i Europy oraz wicemistrzyni świata.
Na igrzyskach startowała dwukrotnie. Podczas igrzysk w Sapporo w 1972 roku zdobyła złoty medal. Na igrzyskach w Grenoble zajęła drugie miejsce, ale po zawodach, razem z koleżankami z reprezentacji Ortrun Enderlein i Angelą Knösel, została zdyskwalifikowana za nielegalne podgrzewanie przed startem płóz sanek. Ponadto na mistrzostwach świata w Königssee w 1969 roku zdobyła srebrny medal. Na mistrzostwach Europy zdobyła dwa medale. W 1970 wywalczyła złoto, a w 1972 brąz.

## Osiągnięcia

### Igrzyska olimpijskie
| Rok  | Miejsce  | Jedynki |
| ---- | -------- | ------- |
| 1968 | Grenoble | DSQ     |
| 1972 | Sapporo  | 1.      |